# Фолиньо, Маркус
Ма́ркус Фоли́ньо (англ. Markus Foligno; 10 августа 1991, Буффало, США) — американский хоккеист, левый нападающий клуба Национальной хоккейной лиги (НХЛ) «Миннесота Уайлд». Был задрафтован в 2009 году «Баффало Сейбрз». Его отец, Майк Фолиньо, также играл в НХЛ, играет в НХЛ и его старший брат — Ник Фолиньо, который в настоящий момент является нападающим «Чикаго Блэкхокс».

## Статистика
| Легенда | Легенда                    | Легенда | Легенда                   | Легенда | Легенда    |
| ------- | -------------------------- | ------- | ------------------------- | ------- | ---------- |
| И       | Количество проведённых игр | Штр     | Штрафное время            | +/−     | Плюс-минус |
| Г       | Голы                       | П       | Голевые передачи          | О       | Очки       |
| -       | Статистика неизвестна      | —       | Статистика не учитывалась |         |            |

## Достижения
| Год  | Команда       | Достижение                                    | Достижение |
| ---- | ------------- | --------------------------------------------- | ---------- |
| 2011 | Канада (мол.) | Серебряный призёр молодёжного чемпионата мира |            |

| Год  | Команда       | Достижение                                 | Достижение |
| ---- | ------------- | ------------------------------------------ | ---------- |
| 2009 | Садбери Вулвз | Участник Матча всех звёзд CHL              |            |
| 2011 | Садбери Вулвз | Попадание во вторую Сборную всех звёзд OHL |            |